# Курорт Озеро
Курорт Озеро (также Тихоновка) — посёлок в Щучанском районе Курганской области. Входит в состав Чистовского сельсовета.

## География
Находится у солёного озера Горькое.

## История
Деревня Тихоновка была известна лечебными грязями озера Горькое, здесь в 1910 году был создан курорт «Виктория». Позднее, он был преобразован в санаторий «Озеро Горькое». До 1917 года входил в состав Сухоборской волости Челябинского уезда Оренбургской губернии. По данным на 1926 год деревня Тихоновка состояла из 78 хозяйств. В административном отношении входила в состав Чистовского сельсовета Щучанского района Челябинского округа Уральской области. В 1946 году сюда передислоцирована также областная детская здравница ЦК ВЛКСМ со станции Иковка.

## Население
| 1989 | 2002 | 2010 |
| ---- | ---- | ---- |
| 855  | ↘630 | ↘468 |

По данным переписи 1926 года в деревне проживало 353 человека (168 мужчин и 185 женщин), в том числе: русские составляли 100 % населения.

### Национальный состав
Согласно результатам Всероссийской переписи населения 2002 года, в национальной структуре населения русские составляли 72 %.

## Инфраструктура
Основа экономики — туризм, рекреационная сфера. Действует автовокзал «Курорт-Озеро», пристань на озере. Работает отделение почтовой связи № 641005.

## Транспорт
Посёлок доступен автотранспортом.